# Odontites holliana
Odontites holliana é uma espécie de planta com flor pertencente à família Scrophulariaceae. 
A autoridade científica da espécie é (Lowe) Benth., tendo sido publicada em Prodromus Systematis Naturalis Regni Vegetabilis 10: 550. 1846.

## Portugal
Trata-se de uma espécie presente no território português, nomeadamente no Arquipélago da Madeira.
Em termos de naturalidade é endémica da região atrás referida.

## Protecção
Encontra-se protegida por legislação portuguesa ou da Comunidade Europeia, nomeadamente pelo Anexo II e IV da Directiva Habitats.